# Izabella Rajzer
Izabella Maria Rajzer – polska specjalistka inżynierii materiałowej, prorektor Akademii Techniczno-Humanistycznej w Bielsku-Białej.

## Życiorys
Ukończyła studia na Wydziale Inżynierii Materiałowej i Ceramiki Akademii Górniczo-Hutniczej w Krakowie (1997–2002). W roku akademickim 2001/2002 przebywała na stypendium na Uniwersytecie Barcelońskim). W 2006 uzyskała tamże stopień doktora nauk technicznych w dyscyplinie inżynieria materiałowa na podstawie dysertacji Badania nad włóknistymi materiałami węglowymi przeznaczonymi na podłoża dla inżynierii tkankowej (promotorka – Marta Błażewicz). W 2016 habilitowała się, przedstawiając dzieło Otrzymywanie i modyfikacja właściwości fizykochemicznych biomateriałów wspomagających regenerację tkanki kostnej.
W latach 2007–2008 odbyła staż w Institute for Bioengineering of Catalonia w Barcelonie. Od 2009 zawodowo związana z Akademią Techniczno-Humanistyczną w Bielsku-Białej; Wydziałem Budowy Maszyn i Informatyki; Katedrą Podstaw Budowy Maszyn. Prorektor ATH ds. organizacji i rozwoju w kadencji 2020–2024.